# Phil Bennett
Phil Bennett (ur. 6 października 1971 roku w Kingswinford) – brytyjski kierowca wyścigowy.

## Kariera
Bennett rozpoczął karierę w międzynarodowych wyścigach samochodowych w 1999 roku od startów w Brytyjskim Pucharze Renault Spider, gdzie czterokrotnie stawał na podium. Z dorobkiem 250 punktów uplasował się na trzeciej pozycji w klasyfikacji generalnej. W późniejszych latach Brytyjczyk pojawiał się także w stawce Festiwalu Formuły Ford, National Saloon Cup Great Britain, British Touring Car Championship, Renault Sport Clio Trophy, British GT Championship, Le Mans Endurance Series, FIA GT Championship, 24-godzinnego wyścigu Le Mans, American Le Mans Series, Le Mans Series oraz V de V Challenge Endurance Moderne.

## Wyniki w 24h Le Mans
| Rok  | Zespół           | Partnerzy                  | Samochód         | Klasa | Okr. | Poz. | Klasa Pos. |
| ---- | ---------------- | -------------------------- | ---------------- | ----- | ---- | ---- | ---------- |
| 2005 | Kruse Motorsport | Tim Mullen Ian Mitchell    | Courage C65-Judd | LMP2  | 268  | 24   | 4          |
| 2009 | Barazi-Epsilon   | Juan Barazi Stuart Moseley | Zytek 07S/2      | LMP2  | 306  | 28   | 4          |